# Mitteldeutsche Fußballmeisterschaft 1901/02

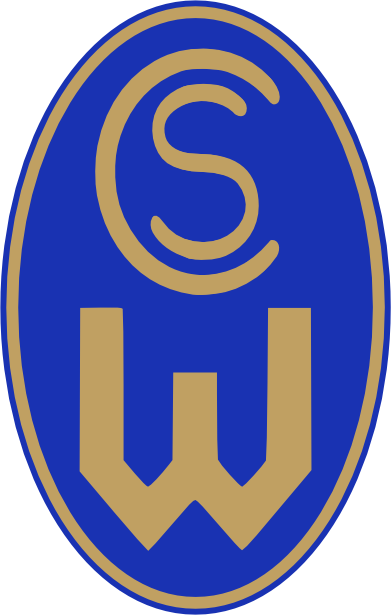
FC Wacker Leipzig – Mitteldeutscher Meister 1902

Die Mitteldeutsche Fußballmeisterschaft 1901/02 war die erste ausgespielte Meisterschaft des 1900 gegründeten Verbands Mitteldeutscher Ballspiel-Vereine. Erster Mitteldeutscher Fußballmeister wurde der FC Wacker Leipzig 95 im Endspiel gegen den Dresdner SC. Eine Deutsche Fußballmeisterschaft wurde in diesem Jahre noch nicht ausgetragen. Erst ab der nächsten Saison qualifizierte sich der Mitteldeutsche Meister für die Endrunde zur Deutschen Meisterschaft.

## Modus
Für die erste Spielzeit wurde der Gau Nordwestsachsen geschaffen, in dem Vereine aus Leipzig und Umgebung sowie Halle (Saale) spielten. Es hatten sich 26 Vereine zur Teilnahme gemeldet, die in vier Klassen eingeteilt wurden. Der Gau-Sieger traf im Endspiel auf den Sieger der 1. Klasse des Verbands Dresdner Ballspiel-Vereine, um den Mitteldeutschen Fußballmeister zu ermitteln.
| Gau             | Gaumeister        |
| --------------- | ----------------- |
| Nordwestsachsen | FC Wacker Leipzig |
| Dresden         | Dresdner SC       |

[* Der Fußballclub Wacker Leipzig von 1895, wurde erst 1918 in: Sportclub Wacker umbenannt und findet erst seitdem im Vereins-Emblem seine Abbildung.]

## Gau Nordwestsachsen
| Pl. | Verein                | Sp. | S | U | N | Tore    | Quote | Punkte |
| --- | --------------------- | --- | - | - | - | ------- | ----- | ------ |
| 1.  | FC Wacker Leipzig     | 11  | 9 | 2 | 0 | 057:120 | 4,75  | 20:20  |
| 2.  | VfB Leipzig           | 12  | 7 | 5 | 0 | 032:900 | 3,56  | 19:50  |
| 3.  | Leipziger BC 1893     | 11  | 6 | 2 | 3 | 047:170 | 2,76  | 14:80  |
| 4.  | Hallescher FC 1896    | 11  | 4 | 1 | 6 | 021:260 | 0,81  | 09:13  |
| 5.  | SV Germania Mittweida | 10  | 4 | 0 | 6 | 017:360 | 0,47  | 08:12  |
| 6.  | Mittweidaer BC        | 11  | 2 | 0 | 9 | 012:440 | 0,27  | 04:18  |
| 7.  | SV Lipsia Leipzig     | 10  | 1 | 0 | 9 | 005:470 | 0,11  | 02:18  |

## Dresden
Die Meisterschaft in Dresden wurde noch vom Verband Dresdner Ballspiel-Vereine organisiert.
| Pl. | Verein                     | Sp. | S | U | N | Tore    | Quote | Punkte |
| --- | -------------------------- | --- | - | - | - | ------- | ----- | ------ |
| 1.  | Dresdner SC                | 6   | 5 | 0 | 1 | 032:500 | 6,40  | 10:20  |
| 2.  | BC Sportlust Dresden       | 5   | 4 | 0 | 1 | 014:110 | 1,27  | 08:20  |
| 3.  | FC Dresdensia 1898 Dresden | 4   | 1 | 0 | 3 | 007:150 | 0,47  | 02:60  |
| 4.  | Dresdner FC 1893           | 5   | 0 | 0 | 5 | 004:260 | 0,15  | 0:10   |

## Meisterschafts-Endspiel
Das Finale um die Mitteldeutsche Fußballmeisterschaft fand am 17. März 1902 statt. Qualifiziert waren die Sieger Nordwestsachsens und Dresdens. Der FC Wacker Leipzig 1895 setzte sich durch und kürte sich somit zum ersten Mitteldeutschen Fußballmeister.
| Datum         |                                                | Ergebnis |                              | Stadion               |
| ------------- | ---------------------------------------------- | -------- | ---------------------------- | --------------------- |
| 17. März 1902 | FC Wacker Leipzig (Sieger Gau Nordwestsachsen) | 6:3      | Dresdner SC (Sieger Dresden) | Wacker-Platz, Leipzig |